# Список кардиналов, возведённых папой римским Александром VII

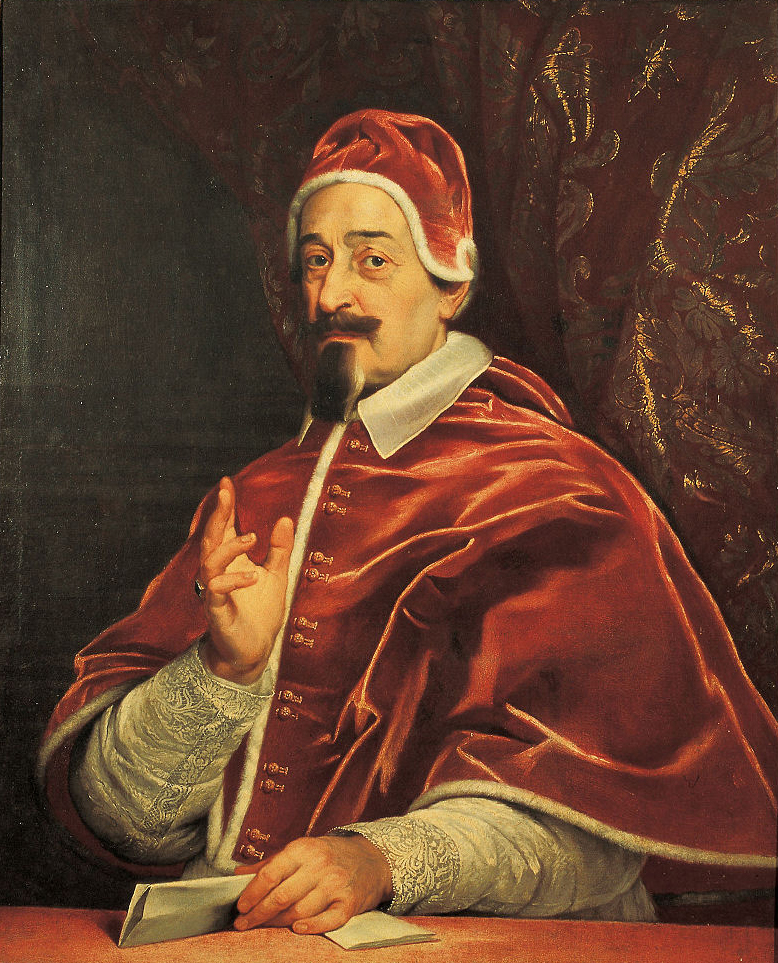
Папа Александр VII

Кардиналы, возведённые Папой римским Александром VII — 38 прелатов, клириков и мирян были возведены в сан кардинала на шести Консисториях за двенадцатилетний понтификат Александра VII.
Самой большой консисторией, была Консистория от 14 января 1664 года, на которой было назначено двенадцать кардиналов.

## Консистория от 9 апреля 1657 года
- Флавио Киджи старший, племянник Его Святейшества, апостольский протонотарий (Папская область);
- Камилло Мельци, архиепископ Капуи (Неаполитанское королевство);
- Джулио Роспильози, титулярный архиепископ Тарсо, государственный секретарь Святого Престола (Папская область);
- Никола Гвиди ди Баньо, титулярный архиепископ Афин, бывший апостольский нунций во Франции (Папская область);
- Джироламо Буонвизи, титулярный архиепископ Лаодикеи, префект Дома Его Святейшества (Папская область);
- Франческо Паолуччи, референдарий Трибуналов Апостольской Сигнатуры Справедливости и Милости (Папская область);
- Шипионе Панноккьески д’Эльчи, архиепископ Пизы (Великое герцогство Тосканское);
- Джироламо Фарнезе, титулярный архиепископ Патры, префект Апостольского дворца и губернатор Кастельгандольфо (Папская область);
- Антонио Бики, епископ Озимо (Папская область);
- Франческо Мария Сфорца Паллавичино, S.J. (Папская область).

## Консистория от 29 апреля 1658 года
- Волюмнио Бандинелли, аудитор Апостольской Палаты (Папская область);
- Одоардо Веккьярелли, аудитор Апостольской Палаты (Папская область);
- Джакомо Францони, генеральный казначей Апостольской Палаты (Папская область).

## Консистория от 5 апреля 1660 года
- Франц Вильгельм фон Вартенберг, епископ Регенсбурга (Регенсбургское епископство);
- Пьетро Видони старший, епископ Лоди (Папская область);
- Грегорио Барбариго, епископ Бергамо (Миланское герцогство);
- Паскуаль де Арагон-Кордоба-Кардона-и-Фернандес де Кордоба, архидьякон Талаверы (Испания);
- Франческо Мария Манчини, референдарий Трибуналов Апостольской Сигнатуры Справедливости и Милости (Папская область).

## Консистория от 14 января 1664 года
- Джироламо Бонкомпаньи, архиепископ Болоньи (Папская область);
- Карло Бонелли, титулярный архиепископ Коринфа, апостольский нунций в Испании (Папская область);
- Челио Пикколомини, титулярный архиепископ Кесарии, бывший апостольский нунций во Франции (Папская область);
- Карло Карафа делла Спина, епископ Аверсы (Папская область);
- Альфонсо Литта, архиепископ Милана (Миланское герцогство);
- Нери Корсини, титулярный архиепископ Дамиаты, генеральный казначей Апостольской Палаты (Папская область);
- Джакомо Филиппо Нини, титулярный архиепископ Коринфа, префект Апостольского дворца (Папская область);
- Палуццо Палуцци Альтьери дельи Альбертони, генеральный аудитор Апостольской Палаты (Папская область);
- Чезаре Мария Антонио Распони, секретарь Священной Конгрегации Священной Консульты (Папская область);
- Джанниколо Конти, префект Рима (Папская область);
- Анджело Чельси, аудитор Трибунала Священной Римской Роты (Папская область);
- Паоло Савелли, клирик Апостольской Палаты (Папская область).

## Консистория от 15 февраля 1666 года
- Джулио Спинола, титулярный архиепископ Лаодикеи, апостольский нунций в Австрии (Папская область);
- Карло Роберти, титулярный архиепископ Тарсо, апостольский нунций во Франции (Папская область);
- Виталиано Висконти, титулярный архиепископ Эфеса, апостольский нунций в Испании (Папская область);
- Иннико Караччоло старший, декан клириков Апостольской Палаты (Папская область).

## Консистория от 7 марта 1667 года
- Джованни Дольфин, патриарх Аквилеи (Венецианская республика);
- Гвидобальд фон Тун, архиепископ Зальцбурга (Зальцбургское архиепископство);
- Людовик де Вандом (Франция);
- Луис Гильермо де Монкада-и-Арагон, герцог Бивона (Испания).